# Departamento de Santa Bárbara (Honduras)
Santa Bárbara es un departamento de Honduras. Su cabecera departamental es Santa Bárbara. El municipio más poblado es Quimistán.

## Historia
El departamento de Santa Bárbara fue uno de los siete departamentos originalmente creados por el primer jefe de Estado de Honduras, Licenciado don Dionisio de Herrera el 28 de junio de 1825. Posteriormente, siendo Presidente Domingo Vásquez realizó una división al departamento y creó el departamento de Cortés en fecha 4 de julio de 1893. Su capital departamental es la ciudad de Santa Bárbara, la población de este departamento es de aproximadamente 400,000 habitantes.

### Límites geográficos
En la primera división política del Estado de Honduras, realizada en 1825, el territorio de Santa Bárbara era mucho más extenso y abarcaba una parte de lo que hoy es el departamento de Cortés.
Actualmente el territorio santabarbarense, limita así: Al norte limita con el departamento de Izabal en la República de Guatemala y con el departamento de Cortés, al sur con los departamentos de Lempira, Intibucá y Comayagua, al este con el departamento de Copán, y al oeste con el departamento de Cortés.

## División administrativa

### el departamento de Santa Bárbara cuenta con 28 municipios los cuales son
1. Santa Bárbara
2. Arada
3. Atima
4. Azacualpa
5. Ceguaca
6. Chinda
7. Concepción del Norte
8. Concepción del Sur
9. El Níspero
10. Gualala
11. Ilama
12. Las Vegas
13. Macuelizo
14. Naranjito
15. Nueva Frontera
16. Nuevo Celilac
17. Petoa
18. Protección
19. Quimistán
20. San Francisco de Ojuera
21. San José de las Colinas
22. San Luis
23. San Marcos
24. San Nicolás
25. San Pedro Zacapa
26. Santa Rita
27. San Vicente Centenario
28. Trinidad

## Economía
Las tierras en su mayoría están destinadas a la agricultura, ganadería, café. La industria artesanal comprende la elaboración de sombreros de junco, alfombras de palma, cordelería, alfarería, entre otros. La Minería está presente con el yacimiento subterráneo más grande de Centroamérica, como lo es la Mina de El Mochito.

## Diputados
El departamento de Santa Bárbara tiene una representación de 9 diputados en el Congreso Nacional de Honduras.
| Diputado            | Partido                |
| ------------------- | ---------------------- |
| Sergio Castellanos  | Libertad y Refundación |
| Luz Smith           | Libertad y Refundación |
| Edgardo Casaña      | Libertad y Refundación |
| Christian Hernández | Libertad y Refundación |
| Germán Altamirano   | Libertad y Refundación |
| Mario Pérez         | Partido Nacional       |
| Martha Figueroa     | Partido Nacional       |
| Marcos Paz          | Partido Nacional       |
| Víctor Sabillón     | Partido Liberal        |